# Col de l'Autaret (massif de Chambeyron)
Pour les articles homonymes, voir Col de l'Autaret.
Cet article possède des paronymes, voir Col du Lautaret et Col du Lautaret (Isère).
Le col de l'Autaret, en italien Colle dell'Autaret, est un col des Alpes situé sur la frontière entre la France et l'Italie, dans le massif de Chambeyron.

## Géographie
Situé entre 2 875 et 2 880 mètres d'altitude,,, il se trouve au nord-ouest de Coni et à l'est de l'Embrunais, au-dessus de Maljasset dans la vallée de l'Ubaye, dans le département des Alpes-de-Haute-Provence, au nord-ouest en France et le refuge Melezè dans le val Varaita, dans le Piémont, au sud-est en Italie. Il est dominé par la tête de l'Autaret et la dent de Maniglia, entre la pointe Haute de Mary à l'ouest, la tête de Malacoste au nord et le mont Faraut au sud-est.
Franchi par un sentier de randonnée, il se trouve sur l'itinéraire de randonnée du sentier de grande randonnée de pays Petit Tour du Bric de Rubren.